# سرة خضراء الأزهار
سرة خضراء الأزهار (الاسم العلمي:Umbilicus chloranthus) هي نوع من النباتات يتبع جنس السرة من الفصيلة الكرسولية.